# Алассан Уаттара (стадіон)
Стадіон Алассан Уаттара (фр. Stade Alassane Ouattara), широко відомий як Олімпійський стадіон Ебімпе (фр. Stade olympique d'Ebimpé) або Національний стадіон Кот-д'Івуару (фр. Stade National de la Côte d'Ivoire) — багатоцільовий стадіон в Аньямі, біля Абіджану, відкритий у 2020 році. Стадіон приймає футбольні матчі, в тому числі домашні матчі національної збірної Кот д'Івуару. Стадіон Алассан Уаттара належить уряду Кот-д'Івуару. Маючи 60 000 місць, це найбільший стадіон у Кот-д'Івуарі та один із найсучасніших стадіонів в Африці.
Розроблено Пекінським інститутом архітектурного дизайну. Новий національний стадіон Кот-д'Івуару розташований далеко від Абіджану, між комунами Ебімпе та Аньяма. По прямій він стоїть приблизно в 20 км на північ від центру Абіджана. Рішення перенести спортивний центр країни за межі міста було свідомим. Зрештою, передбачається, що він стане невід'ємною частиною розгалуженого спортивного міста площею 287 гектарів, яке стане одним із найбільших спортивних і розважальних районів в Африці, де будуть проводитися різні види спорту, як-от футбол, регбі та легка атлетика. Що стосується самого стадіону, то він розташований на ділянці прямокутної форми площею 20 га. Через зміни у висоті місцевості проект вимагав масштабних земляних робіт, що передбачало видалення приблизно 500 000 тонн ґрунту. Ця рання стадія викликала значні проблеми, посилені сильними дощами, які призвели до випадків селевих повеней.
Стадіон був спочатку спроектований і його будівництво було розпочато з наміром прийняти Кубок африканських націй 2021 року під керівництвом прем'єр-міністра Данієля Каблана Дункана, але 30 листопада 2018 року КАФ позбавив Камерун права на проведення Кубка африканських націй 2019 року через затримки будівництва стадіонів та іншої необхідної інфраструктури і його було перенесено до Єгипту. Тодішній президент КАФ Ахмад Ахмад заявив, що замість нього Камерун погодився прийняти турнір у 2021 році. Таким чином, Кот-д'Івуар прийняв Кубок африканських націй у 2023 році. 30 січня 2019 року президент КАФ підтвердив зміну розкладу після зустрічі з президентом Кот-д'Івуару Алассаном Уаттарою в Абіджані, Кот-д'Івуар. Кубок Африки став першим великим змаганням, яке провела країна після Кубка африканських націй 1984 року.

## Історія

### Будівництво
22 грудня 2016 року прем'єр-міністром Даніелем Кабланом Дунканом у присутності представника посольства Китаю було розпочато будівництво стадіону. Згідно з загальноприйнятою практикою китайсько-африканського партнерства, левова частка робіт на стадіоні була виконана китайськими компаніями, а в проекті брали участь цілий ряд китайських брендів. Проектну документацію для стадіону підготував Пекінський інститут архітектурного проектування, а саме будівництво виконала Beijing Construction Engineering Group (BCEG). На ранніх стадіях концептуального проектування стадіон отримав своє прізвисько «Тріумфальна арка». Таке ім'я було присвоєно завдяки наявності 96 колон, що оточують всю споруду, створюючи динамічну аркаду, прикрашену вітражами в національних кольорах. Ці колони служать і як ефектний фасад, і як опора для даху.
Офіційні будівельні роботи розпочалися 22 грудня 2016 року з початковим терміном здачі в жовтні 2019 року, що становить 34 місяці. На піку будівництва на будівельному майданчику працювало близько 1500 осіб, приблизно 400 з них були китайцями. Однак проект зазнав значних затримок, що призвело до завершення стадіону лише наприкінці весни 2020 року. Кілька факторів сприяли затримці, включаючи несприятливі погодні умови, значну кількість випадків малярії серед китайської робочої сили та вплив пандемії COVID-19 на пізньому терміні проекту.
У зв'язку з цим дату відкриття перенесли на жовтень 2020 року. Завдяки міжнародній співпраці, задіяній у будівництві стадіону, уряд Кот-д'Івуару відповідав за покриття лише частини вартості проекту, а решту коштів надав Китай. Повідомлена загальна вартість стадіону становила 143 мільярди західноафриканських франків (приблизно 257 мільйонів доларів США на момент відкриття), при цьому Китай вніс 63 мільярди.
Маючи місткість трохи більше 60 000 місць, стадіон майже вдвічі більший за попередній національний стадіон Кот-д'Івуару, «Фелікс Уфуе-Буаньї». Після урочистого відкриття він став одним із найбільших стадіонів у Західній Африці. У листопаді 2019 року будівництво підійшло до завершення. Очікувалося, що стадіон буде переданий уряду Кот-д'Івуару в лютому 2020 року, однак виникла затримка через погодні умови та проблеми зі здоров'ям, зокрема через пандемію COVID-19.

### Відкриття
Стадіон був урочисто відкритий 3 жовтня 2020 року та був названий на честь президента Алассана Уаттара. Багато офіційних осіб і посол Китаю в Кот-д'Івуарі також були присутні на відкритті. Після шоу також відбувся товариський матч між двома найпопулярнішими клубами Кот-д'Івуару та Африки, «АСЕК Мімозас» та «Африка Спорт». АСЕК виграв матч з рахунком 2:0..

### Кубок африканських націй 2023
Стадіон став одним із місць проведення Кубка африканських націй 2023 року. На стадіоні було проведено 10 матчів, в тому числі і фінал турніру.